# Vagharšapat
Vagharšapat (arménsky Վաղարշապատ), v letech 1945 až 1995 Ečmiadzin (Էջմիածին), je město nedaleko arménského hlavního města Jerevanu v provincii Armavir, sídlo katholikose, hlavy Arménské apoštolské církve. Významné chrámy tohoto svatého města se od roku 2000 nachází na Seznamu světového dědictví UNESCO.
Počátky města sahají již do 4. století př. n. l. Ve městě se nachází velká řada památek, především ústřední chrám, katedrála sv. Matky Boží (Սուրբ Աստուածածին Եկեղեցի, Surb Astuadzadzin Jekegheci), jež pochází z roku 618, což z ní činí jednu z nejstarších dochovaných křesťanských staveb na světě – přitom stojí na místě ještě staršího, dřevěného kostela, zbudovaného v letech 301–303, kdy Arménie jako první stát na světě přijala křesťanství za státní náboženství.
Lokalita však čítá i řadu jiných památek, z nichž 3 další – chrámy sv. Gajane, sv. Hripsimy a Šoghakath – jsou spolu s hlavní katedrálou na seznamu UNESCa. K souboru jsou přiřazeny i zbytky katedrály v nedalekém Zvarthnocu.